# Dom Casmurro (revista literária)
Dom Casmurro foi uma revista literária semanal, dirigida por Álvaro Moreyra e Brício de Abreu, que circulou entre 1937 e 1944. Na época, era a mais importante publicação do gênero do Brasil,  chegando a atingir 50 000 exemplares por semana.
Na época, entre a Rua do Ouvidor e a Cinelândia, na cidade do Rio de Janeiro,  estavam instaladas a revista Dom Casmurro, a Revista Acadêmica, de Carlos Lacerda, e a prestigiosa Editora José Olympio, além de vários cafés. A área  tornou-se local de encontro dos modernistas da geração  1930 e uma espécie de pólo de animação cultural, após o marasmo que se seguiu à Semana de 1922. Segundo Joel Silveira, "todos os literatos do Brasil escreviam ou visitavam a redação quando passavam pelo Rio e 'Dom Casmurro' ficou como um ponto de referência para todos da esquerda." 
Entre seus colaboradores, incluíam-se, além de Joel Silveira, Nahum Sirotsky, Murilo Mendes, Marques Rebelo, Joracy Camargo, Oswald de Andrade, Rachel de Queiroz, José Américo de Almeida, José Lins do Rego, Cecília Meireles, Aníbal Machado, Astrojildo Pereira, Adalgisa Nery, Jorge Amado, Marques Rebelo, Graciliano Ramos, Marques Rebelo, Carlos Lacerda, seu primo Moacir Werneck de Castro, Odilo Costa Filho e Franklin de Oliveira.
Jorge Amado, quando chefe da redação da revista, criou um concurso literário para romance, em 1938. O prêmio Vecchi-Dom Casmurro para o melhor romance, instituído pela editora e pela revista, teve grande importância no meio literário, no Brasil dos anos 1940.